# روبرت كروس
روبرت كروس (بالإنجليزية: Rupert Crosse)‏ مواليد 29 نوفمبر 1927 في نيويورك، نيويورك، الولايات المتحدة - الوفاة 5 مارس 1973 في نيفيس، الهند الغربية، هو ممثل أمريكي بدأ مسيرته الفنية سنة 1959.

## الأعمال
- بين كيسي (1963) (بدور: جورج)
- بونانزا (1970) (بدور: ديفيس)

## روابط خارجية
- روبرت كروس على موقع IMDb (الإنجليزية)
- روبرت كروس على موقع قاعدة بيانات الفيلم (الإنجليزية)